# Atletica leggera ai XII Giochi panafricani - Salto triplo maschile
La specialità del salto triplo maschile ai XII Giochi panafricani si è svolta il 27 agosto 2019 a Rabat, in Marocco.
La competizione è stata vinta dal burkinabé Hugues Fabrice Zango, che ha preceduto l'algerino Yasser Triki (argento) e il mauriziano Jonathan Drack (bronzo).

## Programma
| Data           | Ora | Evento |
| -------------- | --- | ------ |
| 27 agosto 2019 |     | Finale |

## Podio
| Oro     | Hugues Fabrice Zango Burkina Faso |
| Argento | Yasser Triki Algeria              |
| Bronzo  | Jonathan Drack Mauritius          |

## Risultati

### Finale
| Class   | Atleta                 | Nazione        | #1    | #2    | #3      | #4    | #5      | #6      | Risultati | Note |
| ------- | ---------------------- | -------------- | ----- | ----- | ------- | ----- | ------- | ------- | --------- | ---- |
| Oro     | Hugues Fabrice Zango   | Burkina Faso   | 16.74 | 16.88 | 16.88   | 16.74 | 16.80 w | x       | 16.88     |      |
| Argento | Yasser Triki           | Algeria        | 16.54 | 16.57 | 16.48   | x     | 16.42   | 16.71   | 16.71     |      |
| Bronzo  | Jonathan Drack         | Mauritius      | 16.33 | 16.37 | 15.51   | x     | 16.51   | 16.53   | 16.53     |      |
| 4       | Roger Haitengi         | Namibia        | 15.78 | 15.91 | 16.20   | 16.30 | 15.99   | 16.33   | 16.33     |      |
| 5       | Mamadou Chérif Dia     | Mali           | x     | 16.14 | 16.05   | 16.12 | x       | x       | 16.14     |      |
| 6       | Raymond Nkwemy Tchomfa | Camerun        | 15.10 | 15.72 | 15.76   | 16.03 | 15.53   | 15.99   | 16.03     |      |
| 7       | Marcel Richard Mayack  | Camerun        | x     | 15.65 | 15.91   | 15.72 | 15.99 w | 15.89 w | 15.99     |      |
| 8       | Jean Claude Roamba     | Burkina Faso   | x     | 15.75 | 15.72 w | x     | 15.55   | 15.52   | 15.75     |      |
| 9       | Isaac Kirwa Yego       | Kenya          | 15.62 | 15.63 | 15.59   |       |         |         | 15.63     |      |
| 10      | Adire Gur              | Etiopia        | 14.96 | 15.32 | 15.32   |       |         |         | 15.32     |      |
| 11      | Mohamed Lamoni Drabo   | Costa d'Avorio | 14.84 | 14.70 | 14.72 w |       |         |         | 14.84     |      |
| 12      | Lazare Simklina        | Togo           | 13.64 | –     | –       |       |         |         | 13.64     |      |
| 13      | Hamza Mabchour         | Marocco        | x     | x     | x       |       |         |         | nm        |      |
| 13      | Elijah Kimitei         | Kenya          | x     | –     | –       |       |         |         | nm        |      |
| dns     | Thalosang Tshireletso  | Botswana       |       |       |         |       |         |         | dns       |      |